# Mikhaïl Iefremov
Pour les articles homonymes, voir Efremov.
Mikhaïl Olegovitch Iefremov (en russe : Михаил Олегович Ефремов) est un acteur, régisseur et présentateur de télévision soviétique et russe, né le 10 novembre 1963 à Moscou, URSS.

## Biographie
Issu d'une grande famille du théâtre, Mikhaïl Iefremov naît le 10 novembre 1963. Il est le représentant de la troisième génération d'acteurs, au sein de cette famille. Son père est l'acteur et producteur de théâtre Oleg Nikolaïevitch Iefremov, sa mère, Alla Pokrovskaïa, est actrice au Théâtre contemporain de Moscou. Son grand-père du côté maternel est le directeur d'opéra Boris Alexandrovitch Pokrovski. Son arrière-grand-père, Ivan Yakovlevitch Yakovlev, est le créateur de l'alphabet tchouvache.
Mikhaïl, encore enfant, apparaît pour la première fois sur une scène du Théâtre d'art de Moscou où il joue dans la pièce En partant, regarde en arrière!. Au cinéma il a joué un écolier dans le film Quand je serai un géant, ce qui l'a rendu immensément[réf. nécessaire] populaire auprès de la jeunesse soviétique.
Il sert dans l'armée entre 1982 et 1984.
En 1987 il est diplômé de l'École-studio du Théâtre d'Art Académique de Moscou et il dirige le Théâtre contemporain de Moscou 2, où ont joué Nikita Vyssotski (fils du célèbre barde Vladimir Vyssotski) ou Viatcheslav Viatcheslavovitch Nevini. Mais la troupe est rapidement dissoute.
Entre les années 1991 et 1996, Mikhaïl Iefremov joue dans la troupe du Théâtre d'art de Moscou Tchekhov.
Depuis 2006, il participe au jury de l'émission humoristique KVN.
Il anime l'émission Attends-moi du 30 novembre 2009 au 12 septembre 2014, l'équivalent russe de Perdu de vue en France, qui se charge de retrouver des êtres chers avec lesquels on a perdu contact.
De janvier 2011 au 5 mars 2012, il prend part au projet Le poète citoyen, avec le journaliste, écrivain et poète Dmitri Bykov. Les vers traitant de questions d'actualité sur un mode satirique. Le projet commence sur la chaîne Dojd, depuis le mois d'avril 2011, l'émission n'est plus programmée à la télévision, mais consultable soit sur internet, sur le site F5, soit sur la station de radio Écho de Moscou. Les vers sont écrits dans le style et la manière des grands poètes et écrivains d'antan, tels Pouchkine, Nekrassov, Rudyard Kipling, Essénine, Tchoukovski, Simonov et les auteur-compositeurs populaires comme Boulat Okoudjava, Vladimir Vyssotski, Leonid Filatov. Les cibles principales de ces moqueries sont le tandem Poutine-Medvedev, la "verticale du pouvoir", le néo-tsarisme et l'oligarchie russe.
Le 8 juin 2020, sa Jeep Grand Cherokee a provoqué un accident routier au centre-ville de Moscou, à la suite de quoi Sergueï Zakharov, un courrier âgé de 57 ans qui conduisait Lada, est mort. Le service de police avait détecté l'alcool et traces de drogues dans le sang d'Iefremov qui était ivre visiblement après l'accident et ensuite la cour l'a condamné à huit ans d'emprisonnement. Après la demande d'appel, la peine a diminué de six mois, il est finalement condamné à 7 ans et demi et purge sa peine dans la région de Belgorod.
L'accident et le procès ont suscité une grande controverse autour de sa personnalité d'acteur et son opposition à l'autorité russe.

### Vie privée
Il est marié de 1990 à 1997 avec l'actrice Evguenia Dobrovolskaïa.

## Prix et récompenses
- Prix d'État de la fédération de Russie : 2001, prix du meilleur second rôle masculin dans La Frontière : Roman de taïga
- Nika : 2002, pour le film La Frontière : Roman de taïga
- Aigle d'or : 2008, prix du meilleur rôle masculin dans 12
- Nika : 2016, prix du meilleur second rôle masculin dans La Frontière : De l'amour
- Prix TEFI : 2017, pour le rôle dans le feuilleton télévisé Entreprise ivre

## Filmographie
- 1996 : La Reine Margot (Королева Марго, Koroleva Margo) d'Alexandre Mouratov (ru) : Charles IX
- 2000 : Les Romanov : une famille couronnée de Gleb Panfilov
- 2000 : La Frontière : Roman de taïga d'Alexander Mitta : Alekseï Zhgout,
- 2004 : Une saga moscovite, feuilleton télévisé de Dmitri Barchtchevski : chef de propagande
- 2005 : Le Conseiller d'État (Статский советник) de Filipp Yankovsky : Evstrati Mylnikov
- 2005 : Le 9e escadron
- 2007 : 12
- 2007 : Contagion (film, 2007) / Paragraphe 78
- 2007 : L'Ironie du sort. Suite de Timur Bekmambetov : père Noël
- 2008 : Indigo
- 2008 : Le meilleur film 2
- 2009 : Attaque sur Léningrad
- 2009 : L'Éclair noir
- 2010 : Soleil trompeur 2
- 2011 : Le meilleur film 3Dé
- 2011 : Génération P
- 2012 : Rjevski contre Napoléon
- 2012 : La jungle
- 2015 : De l'amour (Про любовь) d'Anna Melikian : le marié
- 2019 : Le Français de Andreï Smirnov
- 2021 : Le Petit Cheval bossu (Конёк-Горбунок) de Oleg Pogodine : Le tsar